# Олексієнко Володимир Тадейович
Володимир Тадейович Олексієнко (13 серпня 1918, с. Ставище, нині — Житомирська область, Попільнянський район — 19 вересня 1995, м. Київ) — український актор. Заслужений артист УРСР (1976). Нагороджений медалями.

## Життєпис
Народився 13 серпня 1918 року. Учасник радянсько-фінської та німецько-радянської війн.
Закінчив театральну студію Київського українського драматичного театру ім. І. Франка (1948).
Виступав на сцені Житомирського обласного музично-драматичного театру, Київського театру юного глядача. З 1968 року був актором Київської кіностудії ім. О. П. Довженка.
В кіно працював з 1957 року. Зіграв близько ста ролей, переважно другого плану та епізодичних.
Був членом Спілки кінематографістів України.
Помер 19 вересня 1995 року у Києві. Похований на Байковому кладовищі.

## Нагороди
- Медаль «За бойові заслуги» (1945).
- Орден Вітчизняної війни II ступеню (1985).
- Медаль «За оборону Ленінграда».
- Медаль «За перемогу над Німеччиною у Великій Вітчизняній війні 1941—1945 рр.».

## Фільмографія
- 1959: «Хлопчики» / Мальчики — залізничник
- 1964: «Повість про Пташкіна» / Повесть о Пташкине — пожежник
- 1965: «Немає невідомих солдатів» / Нет неизвестных солдат — Василь Тихонович, дідусь Маші
- 1967: «Великі клопоти через маленького хлопчика» / Большие хлопоты из-за маленького мальчика — старшина міліції
- 1968: «Білі хмари» / Белые тучи — Луценко
- 1968: «На зорі туманної юності» / На заре туманной юности — машиніст
- 1969: «Повість про чекіста» / Повесть о чекисте — Олексій Степанович
- 1969: «Де 042?» / Где 042? — Тимофій Сергійович Козубенко, директор банку
- 1969: «Ад'ютант його високоповажності» / Адъютант его превосходительства — провідник
- 1970: «Назвіть ураган „Марією“» / Назовите ураган «Мария» — Яремчук
- 1970: «Шлях до серця» / Путь к сердцу — Максим Якович, хворий
- 1970: «Місто першого кохання» / Город первой любви — батько Семена
- 1970: «Назад дороги немає» / Обратной дороги нет — сплавник на переправі
- 1970: «Хліб і сіль» / Хлеб и соль — дід Дунай
- 1971: «Тронка» / Тронка — Горпищенко
- 1971: «Всього три тижні» / Всего три недели — Артеменко
- 1971: «Лада з країни берендеїв» / Лада из страны берендеев — глашатай
- 1971: «Золоті литаври» / Золотые литавры — голова колгоспу
- 1971: «Захар Беркут» / Захар Беркут — старійшина
- 1971: «Осяяння» / Озарение — Шептун
- 1972: «За твою долю» / За твою судьбу — дід Нечипір
- 1972: «Пропала грамота» / Пропавшая грамота — дід Остап
- 1972: «Віра, Надія, Любов» / Вера, надежда, любовь — працівник похилого віку
- 1972: «Лаври» / Лавры — майстер
- 1973: «Стара фортеця» / Старая крепость — батько Петьки Маремухи
- 1973: «Абітурієнтка» / Абитуриентка — пасічник
- 1973: «В бій ідуть тільки «старики»» / В бой идут одни «старики» — солдат
- 1973: «Ні пуху, ні пера» / Ни пуха, ни пера! — Олексій Іванович
- 1973: «Як гартувалась сталь» / Как закалялась сталь — куркуль Ярошевський
- 1973: «Повість про жінку» / Повесть о женщине — Крайниченко
- 1973: «До останньої хвилини» / До последней минуты — Полікарп Харитонович, головний редактор
- 1974: «Поцілунок Чаніти» / Поцелуй Чаниты — міщанин
- 1974: «Розповіді про Кешку і його друзів» / Рассказы о Кешке и его друзьях — продавец
- 1974: «Гуси-лебеді летять» — дід Дем'ян
- 1974: «Важкі поверхи» / Трудные этажи — Соков
- 1974: «Дума про Ковпака» — Паливода
- 1975: «Там вдалині, за рікою» / Там вдали, за рекой — Захар Черешня
- 1975: «Мої любі» / Мои дорогие — епізод
- 1975: «Канал» / Канал — Македон Здибай
- 1976: «Час — московський» / Время — московское — бухгалтер
- 1977: «Солдатки» / Солдатки — дід Карпо
- 1977: «Тривожний місяць вересень» / Тревожный месяц вересень — Глумський, голова колгоспу в Глухарях
- 1977: «Спогад» / Воспоминание…
- 1978: «Шлях до Софії» / Путь к Софии — російський солдат
- 1978: «Дипломати мимоволі» / Дипломаты поневоле — дід
- 1978: «Незручна людина»
- 1978: «Наталка Полтавка» / Наталка Полтавка — відставний солдат
- 1979: «Забудьте слово «смерть»» / Забудьте слово «смерть» — дід Панас
- 1979: «Дачна поїздка сержанта Цибулі» / Дачная поездка сержанта Цыбули — дід Карпо
- 1979: «Чекайте зв'язкового» / Ждите связного — Тарас Петрович, зв'язковий партизанського загону
- 1979: «Багряні береги» / Багряные берега  — Олекса Данилюк
- 1979: «Підпільний обком діє» / Подпольный обком действует — Григорій Бодько
- 1980: «Чекаю і сподіваюсь» / Жду и надеюсь — мужик в Грунічах
- 1980: «Таємне голосування» / Тайное голосование — Нестор
- 1981: «Два дні на початку грудня» / Два дня в начале декабря — Степан Петрович
- 1981: «Острів співучих пісків» / Остров певучих песков — Гомоляка
- 1983: «Щастя Никифора Бубнова» / Счастье Никифора Бубнова — Сіромаха
- 1983: «Климко» / Климко — дід Штокало
- 1985: «Заради кількох рядків» / Ради нескольких строчек — дід Настеньки, старий гуцул
- 1985: «Побачення на Чумацькому шляху» / Свидание на Млечном пути — старий
- 1986: «Прем'єра у Сосновці» / Премьера в Сосновке — дід Опанас
- 1987: «Загін спеціального призначення» / Отряд специального назначения — сторож
- 1989: «Етюди про Врубеля» / Этюды о Врубеле — епізод
- 1989: «Гори димлять» / Горы дымят — епізод
- 1990: «Розпад» / Распад — Осип Лукич
- 1990: «Нині прослався син людський» / Ныне прославися сын человеческий — аріимандрит
- 1990: «Посилка для Маргарет Тетчер» / Посылка для Маргарет Тетчер — Герасим Трофимович Кудін
- 1991: «Вірний Руслан (Історія вартового собаки)» / Верный Руслан — Батюшка
- 1990: «Ізгой/Пам'ятай» / Изгой — дід, сусід
- 1991: «Козаки йдуть» / Казаки идут — епізод
- 1991: «Із житія Остапа Вишні»
- 1992: «Людське щастя»
- 1993: «Сад Гетсиманський»